# Comodoro Pierrestegui Airport
Comodoro Pierrestegui Airport (engelska: Concordia Airport) är en flygplats i Argentina.   Den ligger i provinsen Entre Ríos, i den nordöstra delen av landet, 400 km norr om huvudstaden Buenos Aires. Comodoro Pierrestegui Airport ligger 34 meter över havet.
Terrängen runt Comodoro Pierrestegui Airport är platt. Runt Comodoro Pierrestegui Airport är det glesbefolkat, med 9 invånare per kvadratkilometer.. Närmaste större samhälle är Concordia, 10,9 km söder om Comodoro Pierrestegui Airport.
Trakten runt Comodoro Pierrestegui Airport består i huvudsak av gräsmarker.